# ادوين إل. نوريس
ادوين لي نوريس (بالإنجليزية: Edwin Lee Norris)‏ من مواليد 15 آب - أغسطس من سنة 1865 في مقاطعة كمبرلاند بولاية كنتاكي . وهو سياسي أمريكي ينتمي إلى الحزب الديمقراطي . انتقل نوريس إلى ولاية مونتانا في سنة 1889. وخدم ادوين لي نوريس في مجلس شيوخ ولاية مونتانا كانت مابين عامي 1896 إلى عام 1900 وشغل كذلك منصب نائب جاكم على ولاية مونتانا مابين عامي 1904 إلى عام 1908. في 1 نيسان من سنة 1908 شغل نوريس منصب حاكم على ولاية مونتانا واستمر نوريس في منصبه كحاكم على الولاية إلى 5 كانون الثاني من سنة 1913 . توفي ادوين لي نوريس في 25 نيسان - ابريل من سنة 1924 في مدينة غريت فولز بولاية مونتانا.